# 霧島和孝
霧島 和孝（きりしま かずたか、1955年9月4日 -）は、日本の経済学者。城西大学現代政策学部教授。鹿児島県出身。
NHK日曜討論、ニュースステーション、NHKラジオ「ビジネス展望」等に出演している。
「日本経済マクロ予測」「景気と企業経営」「日本経済の建て直し策 」などの講演テーマを持つ。

## 略歴

### 学歴
- 1980年3月：東京大学経済学部卒業

### 職歴
- 1980年4月：サントリー株式会社入社
- 1983年4月：日本経済研究センター委託研究生
- 1986年6月：大阪大学社会経済研究所委託研究生
- 1991年3月：住友生命総合研究所副主任研究員
- 1992年1月：住友生命総合研究所主任研究員
- 2001年4月：住友生命総合研究所上席主任研究員（2004年12月まで）
- 2002年4月：参議院内閣委員会調査室客員調査員（2004年3月まで兼務）
- 2005年9月：城西大学現代政策学部設立準備室研究員
- 2006年4月：城西大学現代政策学部教授に就任

## 著書

### 単著
- 『IT革命で二兎を得る』（ダイヤモンド）
- 『団塊世代の定年危機』（エコノミスト）

### 共著
- 『規制緩和の経済効果」（東洋経済新報社）
- 『わが国出生率の変動要因とその将来動向に関する研究』
- 『財政の持続可能性』